# Яккабагдарья
Яккабагдарья́, Яккаба́г или Яккобагдарья (узб. Yakkabogʻdaryo/Яккабоғдарё, средневековое название — Хушкруд) — река в Камашинском, Яккабагском и Шахрисабзском (концевой участок рукава Кзылсу) районах Кашкадарьинской области Узбекистана, относится к бассейну реки Кашкадарья.
В верховьях носит название Иргайли́к (узб. Irgʻayli/Ирғайли), далее — Сарытука́й (узб. Saritoʻqay/Саритўқай), ниже — Кызылдарья́ или Кызылсу́ (узб. Qizildaryo/Қизилдарё). Далее происходит деление вод реки, с образованием двух рукавов: северо-западного, носящего название Яккабагдарья (а также Кзылсу́, Кизылсу, узб. Qizilsuv/Қизилсув) и западного, именуемого Карабагдарья́ (Караба́г, Карабаиса́й, узб. Qorabogʻdaryo/Қорабоғдарё). Рукав Кзылсу является левым притоком реки Танхизыдарья.
Вторая по полноводности река бассейна Кашкадарьи среди притоков всех порядков (после Акдарьи).
В бассейне Кызылдарьи (на высотах от 1800 м) расположен Ташкурганский участок Гиссарского заповедника.

## Общая характеристика
Длина Яккабагдарьи равна 99 км. Площадь бассейна составляет 1180 км², из которых 755 км² приходятся на водосборную площадь. Питание реки, в основном, снеговое и ледниковое. В верхнем течении река подпитывается также многочисленными впадающими ручьями родникового происхождения. Среднемноголетний расход воды, измеренный в кишлаке Татар (50 км от истока, площадь вышележащего водосбора — 514,0 км² при средней высоте 2730 м) составляет 6,11 м³/с. Для этой точки объём стока за год — 192,6 млн м³, средний модуль стока — 12,1 л/(с×км²), слой стока — 382 см/год, коэффициент изменчивости стока — 0,444 (за время наблюдений в 1930—2002 годах).
Яккабагдарье свойственно колебание расхода воды по годам. Среднегодовые показатели изменяются от 2,15 м³/с (маловодные годы) до 12,6 м³/с (многоводные годы). Половодье длится с марта по август, с мая по июль проходит основная часть стока, что вызвано снегово-ледниковым характером питания. Наибольшие суточные расходы наблюдаются в мае-июне (вплоть до 72,1 м³/с в многоводные годы и 17 м³/с — в маловодные), в конце мая наступает паводок. В июле-августе полноводность Яккабагдарьи уменьшается до 1—3 м³/с. Наименьшие расходы воды наблюдаются с декабря по март.
В районе населённого пункта Сувлисай ширина реки составляет 13 м, глубина — 70 см, скорость течения — 2,5 м/с, у населённого пункта Бешкапа ширина достигает 40 м при глубине 1,4 м, далее, в районе населённого пункта Чигатай, ширина равна 20 м при глубине 1,5 м, скорость течения близ этой точки равна 1,7 м/с. Ширина рукава Яккабагдарьи (Кзылсу) выше впадения — 18 м, глубина — 30 см, скорость течения — 0,4 м/с. Грунт дна во всех точках — каменистый.

## Течение реки

### До разделения
Иргайлик берёт начало на западном склоне Гиссарского хребта, его истоки лежат к западу от вершины Ходжапирьях, у границы Кашкадарьинской области с Сурхандарьинской. Река образуется от ледников на высоте 3949 м.
В бассейне реки от её образования до кишлака Ташкурган, на высотах 1800—4000 м, располагается Ташкурганский участок Гиссарского заповедника, при этом на всём протяжении заповедных земель вдоль её левого берега тянется мощный тектонический разлом, местами здесь имеются скалы. От истоков река течёт в северном направлении, затем постепенно поворачивает на запад и далее течёт к западу (с некоторым уклоном и изгибами к северу или к югу на отдельных участках). На территории заповедника река последовательно меняет названия: в районе урочища Устанульган она носит название Сарытугай, ниже, юго-западнее урочища Кызылмечеть, именуется уже Кызылдарьёй. Гидроним Кызылдарья буквально означает «Красная река». Он связан с цветом воды, в которой летом содержатся красные глины (в виде примеси и во взвешенном состоянии).
Ниже Ташкургана Кызылдарья поворачивает в северную сторону, проходя между скалами с обоих берегов. С окончанием скал вдоль реки последовательно стоят населённые пункты Татар, Сувлисай, Хайдарбулак, Чакар, Шортепа, Нав, Мингджир, Сераб, Самак (где отходит одноимённый канал). Затем по Кызылдарье и каналу Самак располагаются населённые пункты Туран, Терак, Чигатай, Кенгузар, Чунчакай, Джар, Бешугыл, Эски-Яккабаг. По берегам именуются сады и виноградники. Северное направление, имевшее лишь некоторый уклон к западу, постепенно сменяется северо-западным и далее — западным. В районе Эски-Яккабага река выходит из горной местности и происходит разделение вод реки.

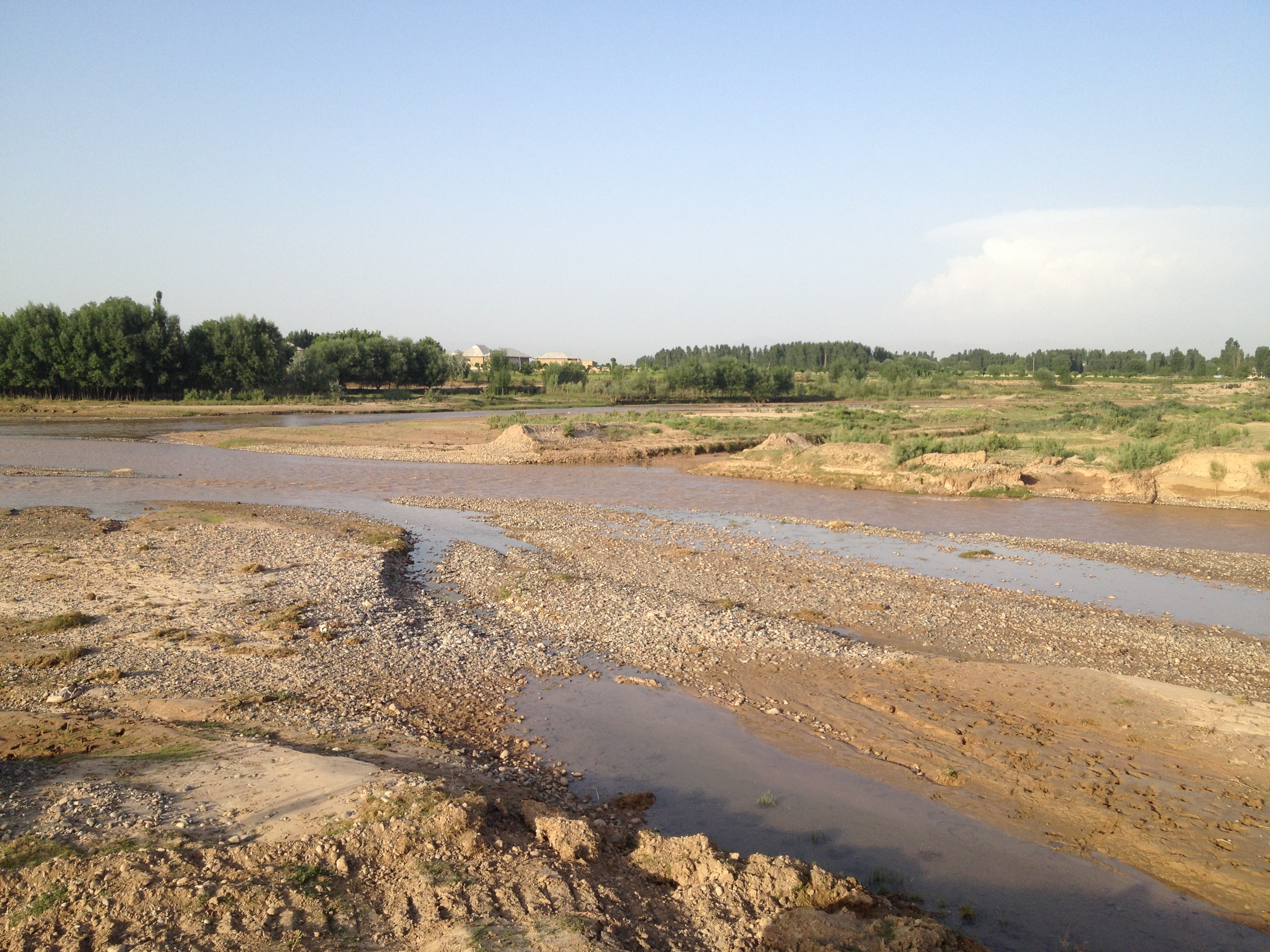
Впадение Яккабагдарьи (рукав Кзылсу) в Танхизыдарью

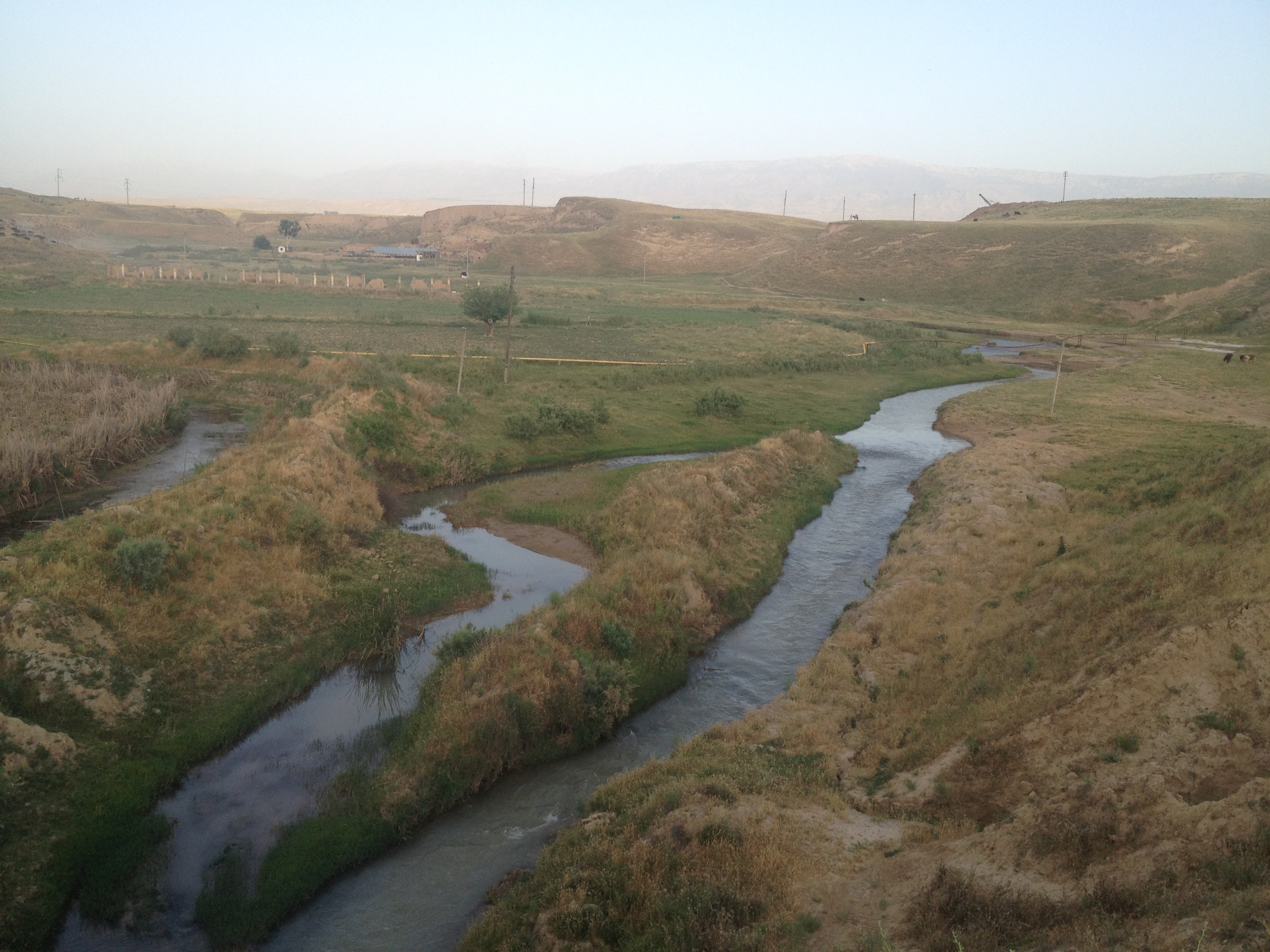
Рукав Карабагдарья на пересечении с
Большим Узбекским трактом (автодорогой М-39)

### После разделения
На территории кишлака Эски-Яккабаг река разделяется на два русла. Рукав, продолжающийся к северо-западу, именуется Кзылсу или Яккабагдарья. В западном направлении от точки бифуркации течёт рукав Карабагдарья. Воды реки в этой части используются на оросительные нужды, от Яккабагского гидроузла на Яккабагдарье берут начало правобережный и левобережный каналы.
Ниже по течению Яккабадарьи на её берегах располагаются населённые пункты Гулистан, Уз, Алакуйлак. У посёлка Уртакурган рукав впадает слева в реку Танхизыдарью.
По берегам Карабагдарьи стоят населённые пункты Беходжа, Каттаган. Далее на реке построено Карабагское водохранилище. Водами рукава питается ряд арыков: Бешарык, Чапкартак, Карабаг. Во время селей и паводков по руслу Карабагдарьи и затем — по каналам, сток отводится в Камашинское водохранилище, лежащее западнее Карабагского.
Оба рукава пересекаются с автодорогой M-39 (Большой Узбекский тракт). Карабагдарья пересекается также с железнодорожной линией (Яккабаг — Гузар).

## Хозяйственное использование
Воды Яккабагдарьи используются на ирригационные нужды, по состоянию на середину 1970-х годов она обеспечивала орошение 22 тыс. га земель. Орошаемые земли лежат, главным образом, на территории Яккабагского района (на 1972 г. — 19321 га посевных площадей) и лишь незначительно — в Камашинском (на 1972 г. — 856 га) и Шахрисабзском районах (на 1972 г. — 240 га). Однако следует отметить, что оросительная система Яккабагдарьи очень маловодна. Вместе с обмелением реки в июле-августе возникает сильный дефицит воды.
Для оптимизации забора в ирригационные каналы на Яккабагдарье возведён Яккабагский гидроузел (38°55′42″ с. ш. 66°50′31″ в. д.). От гидроузла берут начало два канала-распределителя, проходящие в бетонированном русле — правобережный, на расход воды 5 м³/с и левобережный, на расход воды 20 м³/с (в районе Эски-Яккабага, немного ниже бифуркации). Комплекс сооружений узла заменяет существовавшие прежде многочисленные отводы непосредственно из реки. Выше от Кызылдарьи отходят только небольшие отводы, со средним расходом воды менее 3 м³/с. Их общая протяжённость составляет 14 км. В системе Яккабагдарьи применена противофильтрационная одежда каналов сети.
Река питает Карабагское (построено непосредственно на её рукаве Карабагдарье) и Камашинское водохранилища (наполняется за счёт перенаправления вод при селях и паводках в апреле-июне).

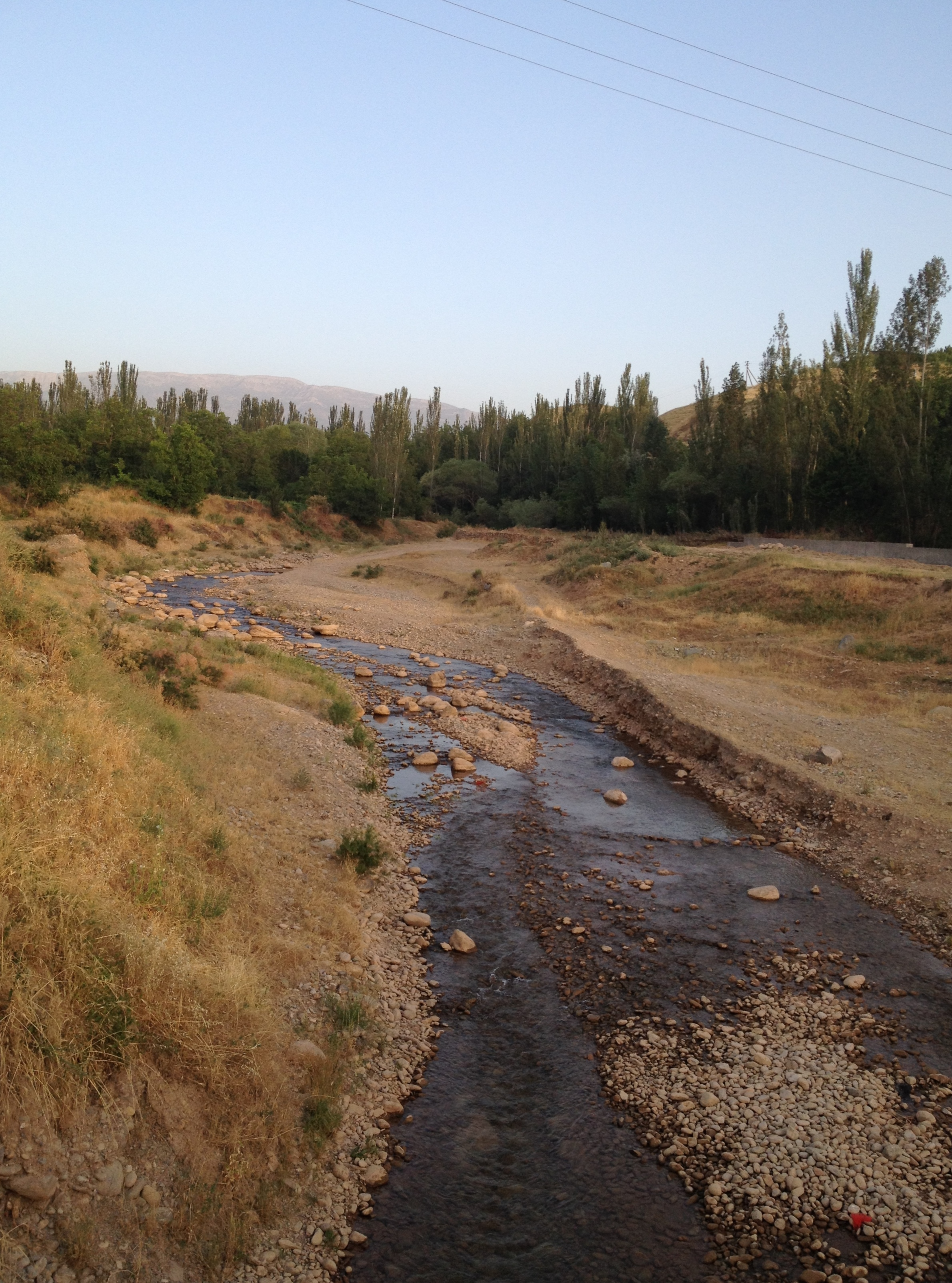
Крупнейший левый приток Тырна немного выше впадения в Яккабагдарью

## Исторические сведения
В средневековье река была известна под названием Хушкруд, её долина была выделена в самостоятельный рустак. На левом берегу Кызылдарьи, на расстоянии 22 км от Шахрисабза сохранилось крупное городище Чимкургантепа.

## Притоки Яккабагдарьи
На территории Гиссарского заповедника в реку впадают постоянные и довольно значительные притоки Каласай, Донг-Донг-Чокан (Дондончокан), Шильхозор (Шальхазар), Каттахурсан (Катта-Хурсан), Каранкуль, Аксу, Колтыксай и Кичиккаласай. Кроме того, в верховьях русло вбирает воды многочисленных ручьёв родникового происхождения.
Ниже по течению появляются пересыхающие в низовьях притоки, такие как основной правый приток Каранкалсай (близ Хайдарбулака) и левый приток Бувашады (близ Эски-Яккабага, слева). Крупнейший левый приток — Тырна (Турнабулак) — сливается с Кызылдарьёй за населённым пунктом Чунчакай.
После разделения лишь к Карабагдарье подходят слева реки, которые пересыхвают в низовьях (ниже Карабагского водохранилища впадает Талды, немного не доходит река Гулдара).